# Aloe ambigens
Aloe ambigens (укр. Алое амбігенс, Алое сумнівне)  — сукулентна рослина роду алое. Видова назва походить від неясних додатків, від лат. ambigere — сумніватися.

## Опис
Кущиста рослина зі стеблом до 40 см заввишки. Листки сірувато-зеленого кольору, м'ясисте, жорстке з рідкими плямами завдовжки 20 см та 2-3 см завширшки. Краї всіяні зубчиками до 1 мм завдовжки з інтервалом 10-20 мм. Листки зібрані по 5-15 штук у розетки.
Суцвіття до 1 м заввишки, розгалужене. Волоть 4-12 см завдовжки, нещільна; приквітки 5×3 мм; квітконіжки 4 мм. Квіти жовті або червоні, висячі; оцвітина 20 мм завдовжки, 7 мм через зав'язь. Пиляки не виступають, приймочка виступає на 1-2 мм. Зав'язь 6×2 мм.

## Поширення
Зростає в Сомалі в чагарникових заростях, на крутих вапнякових схилах, на низьких висотах до 250 м над рівнем моря.

## Утримання
Для нормального зростання цієї рослини портібна температура не менше 10 °C (50 °F). Добре витримує посуху. Надає перевагу сонячним місцям або легкій тіні.

## Охоронний статус
Aloe ambigens внесений до Червоного списку Міжнародного союзу охорони природи видів під загрозою зникнення через обмежений ареал. Цей чагарниковий вид відомий лише з області поблизу села Гаваан (Gawaan). Субпопуляції неподалік села знаходиться в небезпеці від витоптування домашніми тваринами, особливо козами, які здатні підійматися на дуже круті схили. 